# Reinke-Ödem

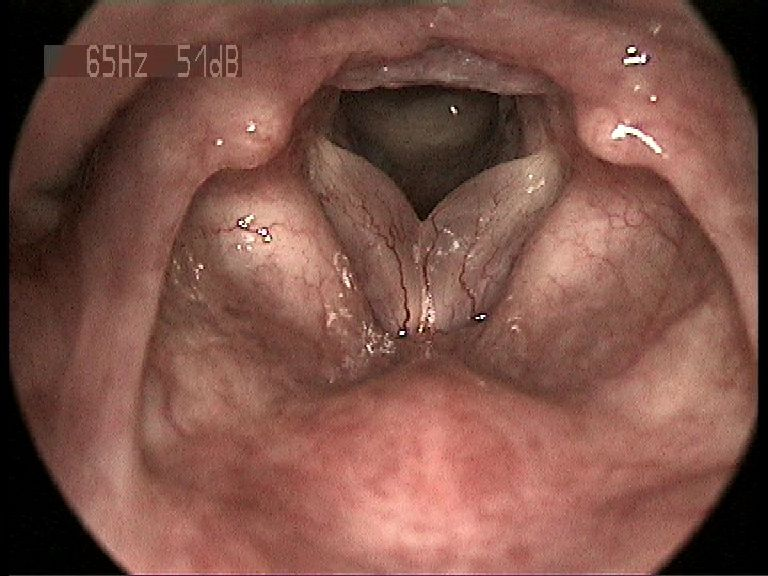
Reinke-Oedem

Das Reinke-Ödem ist ein Ödem des Stimmlippenrandes im sog. Reinke-Raum, einem spaltförmigen Raum zwischen Epithel und dem darunterliegenden Bindegewebe. Es kommt zu einer typischen, glasig-lappigen Schwellung der Stimmlippen unterschiedlichen Ausmaßes. Oft kommt es zur Dysphonie. Je nach Befundgröße kann man laryngoskopisch ein Umschlagen der Ödeme mit dem Atemstrom beobachten.
Das Reinke-Ödem wurde erstmals 1891 von Hajek beschrieben. Der Reinke-Raum (und dessen Ödem) ist nach seinem Entdecker, dem deutschen Anatomen Friedrich Berthold Reinke,  benannt und wurde 1895 erstmals von ihm beschrieben.

## Klinik und Vorkommen
Betroffen sind überwiegend Frauen im mittleren Lebensalter (4.–6. Dekade). Typische Symptome sind: Abnahme der mittleren Sprechstimmlage aufgrund der Massenzunahme der Stimmlippen, die Stimme klingt rau-heiser (Dysphonie). Bei Zunahme der Ödeme ist eine Aphonie (Stimmlosigkeit) möglich, durch die Einengung der Glottis können Atemprobleme als zusätzliche Komplikation auftreten. Differentialdiagnostisch können große, breitbasige Stimmlippenpolypen (mit contralateraler Kontaktschwellung) wie Reinke-Ödeme imponieren.

## Ursache
Die Ursache im eigentlichen Sinne ist nicht geklärt; auffällig ist, dass viele Patienten mit langjährigem Nikotinabusus und anderen Noxen, insbesondere mit Reflux, betroffen sind. Auch scheint eine Stimmbelastung eine Rolle zu spielen. Nach neueren Untersuchungen scheint eine vermehrte Einlagerung von Hyaluronsäure in das Stimmlippenepithel eine Rolle zu spielen.

## Therapie
- Abstellen der Noxen
- mikrochirurgische Abtragung („stripping“), s. a. Phonochirurgie
- evtl. nach einer OP zusätzliche Stimmtherapie (zum Beispiel bei hyperfunktioneller Stimmgebung)